# Kanton Saint-Lizier
Der Kanton Saint-Lizier war bis 2015 ein französischer Wahlkreis im Département Ariège und in der Region Midi-Pyrénées. Er umfasste 16 Gemeinden im Arrondissement Saint-Girons; sein Hauptort (frz.: chef-lieu) war Saint-Lizier. Die landesweiten Änderungen in der Zusammensetzung der Kantone brachten im März 2015 seine Auflösung.

## Gemeinden
| Gemeinde              | Einwohner (Stand: 2022) | Code postal | Code Insee |
| --------------------- | ----------------------- | ----------- | ---------- |
| La Bastide-du-Salat   | 202                     | 09160       | 09041      |
| Betchat               | 356                     | 09160       | 09054      |
| Caumont               | 338                     | 09160       | 09086      |
| Cazavet               | 192                     | 09160       | 09091      |
| Gajan                 | 330                     | 09190       | 09128      |
| Lacave                | 116                     | 09160       | 09148      |
| Mauvezin-de-Prat      | 99                      | 09160       | 09183      |
| Mercenac              | 352                     | 09160       | 09187      |
| Montesquieu-Avantès   | 261                     | 09200       | 09204      |
| Montgauch             | 112                     | 09160       | 09208      |
| Montjoie-en-Couserans | 1001                    | 09200       | 09209      |
| Prat-Bonrepaux        | 858                     | 09160       | 09235      |
| Saint-Lizier          | 1384                    | 09190       | 09268      |
| Lorp-Sentaraille      | 1392                    | 09190       | 09289      |
| Taurignan-Castet      | 160                     | 09160       | 09307      |
| Taurignan-Vieux       | 206                     | 09190       | 09308      |